# Dogani Béré
Dogani Béré is een gemeente (commune) in de regio Mopti in Mali. De gemeente telt 4400 inwoners (2009).